# Premier vol au Venezuela

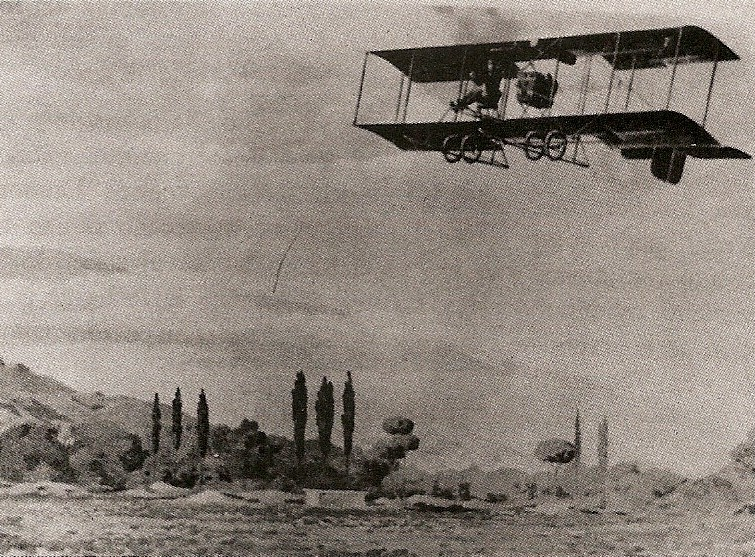
Image fortement modifiée de l'avion Boland qui a effectué le premier vol au-dessus de Caracas en 1912

Le premier vol au-dessus du Venezuela fut effectué à Caracas le 29 septembre 1912 par le pilote américain Frank E. Boland et son assistant Charles Hoeflich, dans un biplan conçu par Boland, construit à partir de bambou et de tissu et possédant un moteur 45 kW et pesant 300 kg.

## Histoire

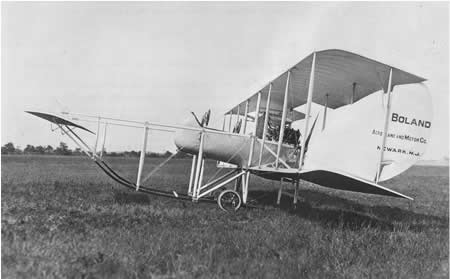
Une image non-modifiée d'une version future de l'avion Boland qui a volé au-dessus de Caracas, piloté par Frank Boland.

En 1912, le général Roman Delgado Chalbaud (en) a invité le pilote américain Frank E. Boland (en), un membre du Boland Aeroplane Motor Co, à visiter le Venezuela, Boland, accompagné par Charles Hoeflich et leur équipement, sont arrivés à bord du navire à vapeur SS Maracaibo.
Arrivé à Caracas, l'avion fut assemblé et des arrangements furent faits de sorte que l'évènement se déroule le 29 septembre dans l'enceinte de l'hippodrome El Paraíso, auquel beaucoup de citadins et le président de la république, le général Juan Vicente Gómez ont assisté. Le vol dura approximativement 27 minutes, et l'avion survola la ville d'Ouest en Est, pour finalement atterrir à l'hippodrome El ParaIíso,.
Bollando fit également des démonstrations réussies à Valencia, Puerto Cabello, Barquisimeto, Maracaibo et à Ciudad Bolívar.
En plus du premier vol, Frank E. Boland a également été la victime du premier accident aérien du pays, le 6 octobre 1912, lorsque son avion s'écrasa, lors du décollage de l'hippodrome El Paraíso, provoquant de lourds dégâts à l'avion et des blessures légères à Boland.